# Volker Engelberth
Volker Engelberth (* 18. August 1982 in Ruppichteroth) ist ein deutscher Jazzpianist und Komponist.

## Leben
Engelberth begann mit klassischem Klavierunterricht. Er studierte von 2004 bis 2009 Jazz-Piano bei Professor Joerg Reiter an der Musikhochschule Mannheim. Darüber hinaus erhielt er Unterricht bei John Taylor, Hubert Nuss und Frank Chastenier. Während seines Studiums war er Mitglied im JugendJazzOrchester NRW (2004–2006), im Bundesjazzorchester (2005–2008) unter der Leitung von Peter Herbolzheimer, Bill Dobbins und Marko Lackner sowie in Peter Herbolzheimers Masterclass Bigband (2007–2009).
2011 war Engelberth Stipendiat der Kunststiftung Baden-Württemberg.
Neben seiner künstlerischen Tätigkeit arbeitet er als Dozent für Jazz-Klavier, Theorie und Ensemble an der Musikhochschule Stuttgart. Außerdem unterrichtet er Harmonielehre am Jazzcampus der Musikakademie Basel.

## Wirken
Seit 2010 besteht das Volker Engelberth Trio mit dem Freiburger Bassisten Arne Huber und dem Kölner Schlagzeuger Silvio Morger. Mit dieser Band veröffentlichte Engelberth 2012 sein Debüt unter eigenem Namen Perpetuum auf dem Label Unit Records. Im Frühjahr 2015 folgte die CD Kaleidoskop. Im Herbst 2015 erweiterte Engelberth das Trio um den Kölner Trompeter Bastian Stein sowie den Stuttgarter Saxophonisten Alexander „Sandi“ Kuhn, dokumentiert auf seinen CDs Jigsaw Puzzles (2016) und Prismatic Colours (2018).
Des Weiteren ist er als Sideman regelmäßig in zahlreichen Jazzformationen zu hören. So spielt er momentan unter anderem in den Bands des Gitarristen Sebastian Böhlen, des Tenoristen Alexander „Sandi“ Kuhn und der Sängerin Stephanie Neigel sowie in Duo-Projekten mit dem Bassisten Thomas Stabenow oder der Sängerin Julia Pellegrini. Von 2005 bis 2008 war er Mitglied des australisch-deutschen Quartetts ExChange, mit dem er zwei CDs einspielte. Weiterhin ist er auf Aufnahmen für Labels wie Mons Records, BHM Records, Nagel-Heyer Records, edel-content und Rodenstein-Records zu hören. 2022 holte ihn (gemeinsam mit Jerry Lu) Jörg Achim Keller zur hr-Bigband für sein Jelly-Roll-Morton-Programm. Seit 2023 ist er festes Mitglied der SWR Bigband.

## Preise und Auszeichnungen
Engelberth wurde mit der Band ExChange 2007 beim Jazznachwuchswettbewerb Straubing sowie beim Jazznachwuchsfestival Leipzig ausgezeichnet; 2008 erhielt die Gruppe einen dritten Preis beim Biberacher Jazzpreis. 2009 war er mit seinem Trio Preisträger der Startbahn Jazz Straubing.
2016 wurde Volker Engelberth mit dem Jazzpreis Baden-Württemberg ausgezeichnet. Er „besticht als Komponist und als Improvisator“ und „gehört zu den herausragenden Vertretern des modernen europäischen Jazz in Baden-Württemberg“, heißt es in der Begründung der Jury.
2017 wurde Engelberth mit dem Jazzpreis der Stadt Worms ausgezeichnet. Er „schaffe in seiner Musik eine individuelle Balance zwischen swingender US-amerikanischer Jazztradition und klassischen Einflüssen und habe in seiner wohldosiert eingesetzten Virtuosität stets die künstlerische Aussage im Blick“, begründete die Jury ihre Entscheidung.

## Diskografie (Auswahl)
- Prismatic Colours (Unit Records / 2018, mit Bastian Stein, Alexander Sandi Kuhn, Arne Huber, Silvio Morger)
- Jigsaw Puzzles (Unit Records / 2016, mit Bastian Stein, Alexander Sandi Kuhn, Arne Huber, Silvio Morger)
- Kaleidoskop (Unit Records / 2015)
- Christoph Neuhaus Quintett feat. Adrian Mears – Directions (Unit Records / 2013)
- Perpetuum (Unit Records / 2012)
- Sebastian Böhlen Sextett – 2 1/2 Concerti for Small Ensemble (Mons Records / 2012)
- ExChange – Tales & Turtles (MFL Records / 2009, mit Tim Hurley, Dirk Kunz, Christian Huber)
- pellegrini-engelberth – Play Kurt Weill (2008)